# Sint-Truiden
Sint-Truiden város Belgium Flandria régiójának Limburg tartományában.

## Történelem
A várost a 7. században alapították. 1794-ben az ország többi részével együtt Franciaország része lett. Napóleon veresége után 1815-ben Hollandia ellenőrzése alá került a terület.

## Látnivalók
- Grote Markt
- Stadhuis (városháza)

## A város híres lakói
- Barthélémy de Theux de Meylandt, politikus (sz. 1794-kb. 1874)
- Caroline Gennez, politikus (sz. 1975)
- Itt született Alfred Vreven belga politikus (1937–2000)